# Hei (canal de televisión)
Heinow (estilizado como HEiNow) es un canal de televisión por suscripción de origen paraguayo dedicado a la música y variedades enfocada al público joven y contemporáneo, y el primer canal de televisión paraguayo que se lanzó plenamente en alta definición (HD). Sus estudios están ubicados en la Calle Nivaclé 1152, Ciudad de Lambaré, Central, y su antena transmisora está ubicada en la Ciudad de Luque, Central.
Fundado por el conductor de televisión Daniel Da Rosa en el barrio Vista Alegre de la ciudad de Asunción, comenzó sus emisiones en televisión por cable el 16 de octubre del 2013, y en la frecuencia 91.9 FM el 1 de enero de 2015 como HEi Radio. Actualmente comparte la mitad de sus acciones con el Grupo Nación Media, propiedad del Grupo Cartes.

## Historia y cronología
Se lanzó en sus inicios con el nombre de "HEi Social Music Network", y comenzó sus emisiones de prueba el 15 de junio de 2013, siendo originalmente un proyecto de un canal musical nacional e internacional. 
El proyecto se gestó desde años pero su concreción se dio en 2012. El canal emite videoclips de artistas nacionales, latinoamericanos y de los charts globales. Se lanzó oficialmente el 16 de octubre del mismo año.
El 10 de septiembre de 2015, el Grupo Nación adquiere el 50% de las acciones de HEi. El 10 de mayo del 2021 a las 8:45 de la mañana,  inauguraron sus nuevas y amplias instalaciones la Ciudad de Lambaré; a través de su canal y radio en directo. El complejo, con dos estudios (uno de 1.100m2, y el segundo de 420m2), lo convierten en uno de los estudios de cine y televisión más grandes y modernos del Paraguay.

## Programación
- El Megáfono
- Hasta Que La Radio Nos Separe
- Launch
- Arde la Tarde
- Hei Party
- Detox
- Zetas